# Liprus
Liprus is een geslacht van kevers uit de familie bladkevers (Chrysomelidae).
De wetenschappelijke naam van het geslacht werd in 1860 gepubliceerd door Victor Ivanovitsch Motschulsky.

## Soorten
- Liprus geminatus Chen & Wang, 1980